# Family Joules
Family Joules es un álbum de estudio de la agrupación británica Foghat, publicado en 2003. Es el primer álbum de la banda en el que no participó el cantante y guitarrista Dave Peverett quién falleciò en el 2000 producto de neumonía y complicaciones de cáncer de riñón y también el primero en contar con la participación de los músicos Charlie Huhn y Bryan Bassett.

## Lista de canciones
Todas escritas por Bryan Bassett, Roger Earl, Charlie Huhn y Tony Stevens, excepto donde se indique lo contrario.
1. "Mumbo Jumbo" - 4:19
2. "Hero to Zero" (Duke Ellington, Bassett, Earl, Huhn, Stevens) - 4:48
3. "Thames Delta Blues" - 5:38
4. "Flat Busted (And Out of Gas)" (Huhn) - 4:08
5. "I Feel Fine" (Bassett) - 3:11
6. "I'm a Rock 'N Roller" - 5:35
7. "Hit the Ground Running" - 4:05
8. "Looking for You" - 4:42
9. "Long Time Coming" - 3:37
10. "Sex with the Ex" - 4:16
11. "Self-Medicated" - 7:31
12. "Mean Voodoo Woman" - 4:12
13. "Voodoo Woman Blues" - 1:23[2]

Bonus tracks de la versión de 2010

14. "I Feel Fine" (Bassett)
15. "Mumbo Jumbo"
16. "Sweet Home Chicago" (Robert Johnson)

## Créditos
- Charlie Huhn - voz, guitarra
- Bryan Bassett - guitarra, voz
- Tony Stevens - bajo, voz
- Roger Earl - batería